# 17ª edizione dei Directors Guild of America Award
La 17ª edizione dei Directors Guild of America Award si è tenuta nel corso del 1965 e ha premiato il migliore regista cinematografico e televisivo del 1964.

## Cinema
- George Cukor – My Fair Lady
- Peter Glenville – Becket e il suo re (Becket)
- John Huston – La notte dell'iguana (The Night of the Iguana)
- Stanley Kubrick – Il dottor Stranamore - Ovvero: come ho imparato a non preoccuparmi e ad amare la bomba (Dr. Strangelove or: How I Learned to Stop Worrying and Love the Bomb)
- Robert Stevenson – Mary Poppins

## Televisione
- Lamont Johnson – Profiles in Courage per l'episodio Oscar W. Underwood
- Paul Bogart – La parola alla difesa (The Defenders) per gli episodi The Seven Hundred Year Old Gang (Part 1) e The Seven Hundred Year Old Gang (Part 2)
- Jerry Paris – The Dick Van Dyke Show per l'episodio The Life and Love of Joe Coogan
- Stuart Rosenberg – La parola alla difesa (The Defenders) per l'episodio Black List
- George Schaefer – Hallmark Hall of Fame per l'episodio Abe Lincoln in Illinois

## Premi speciali

### Premio per il membro onorario
- Jack Warner